# Bob Hagestad
Robert „Bob“ Hagestad (* 18. März 1934 in Fargo; † 25. Februar 2019 in Denver) war ein US-amerikanischer Autorennfahrer.

## Karriere als Rennfahrer
Bob Hagestad war der Sohn von Verdayne und Geneva (gebt. Running) Hagestad. Nach dem Zweiten Weltkrieg diente er in der 101st Airborne Division. In seiner Heimatstadt betrieb er viele Jahre eine Porsche- und Audi-Vertragswerkstatt und hatte einen guten Ruf als Restaurator alter Porsche-Modelle.
Mit Unterbrechungen war er drei Jahrzehnte im Sportwagensport aktiv. Die Porsche-Rennwagen, die er fuhr, bereitete er in seiner eigenen Werkstatt auf den Einsatz vor. Bei 75 Starts gelangen ihm zwei Gesamt- und vier Klassensiege. Größter internationaler Erfolg war der zweite Rang beim 12-Stunden-Rennen von Sebring 1978. Als Teamkollege von Hurley Haywood zeigte er bei diesem Rennen seine fahrerische Klasse. Das Duo verlor die Führung im Rennen nach einer unplanmäßigen Reparatur an der Bremsanlage des Porsche 935. Die stundenlange Aufholjagd wurde mit dem zweiten Gesamtrang belohnt. Im Ziel fehlten nur 35 Sekunden auf den siegreichen Porsche 935 von Brian Redman, Charles Mendez und Bob Garretson. Eine weitere gute Platzierung beim Langstreckenrennen in Sebring gelang ihm 1976 mit dem vierten Endrang. Im selben Jahr beendete er auch das 24-Stunden-Rennen von Daytona als Vierter.

## Statistik

### Sebring-Ergebnisse
| Jahr | Team                                | Fahrzeug            | Teamkollege      | Teamkollege | Teamkollege  | Platzierung | Ausfallgrund |
| ---- | ----------------------------------- | ------------------- | ---------------- | ----------- | ------------ | ----------- | ------------ |
| 1976 | Spirit of Colorado Hagestad Porsche | Porsche Carrera RSR | Jerry Jolly      |             |              | Rang 4      |              |
| 1977 | John Paul                           | Porsche Carrera RSR | John Paul senior | John Graves | John O’Steen | Ausfall     | Motorschaden |
| 1978 | Bob Hagestad                        | Porsche 935         | Hurley Haywood   |             |              | Rang 2      |              |

### Einzelergebnisse in der Sportwagen-Weltmeisterschaft
| Saison | Team         | Rennwagen               | 1   | 2   | 3   | 4   | 5   | 6   | 7   | 8   | 9   | 10  | 11  | 12  | 13  | 14  | 15  | 16  | 17  |
| ------ | ------------ | ----------------------- | --- | --- | --- | --- | --- | --- | --- | --- | --- | --- | --- | --- | --- | --- | --- | --- | --- |
| 1974   | Bob Hagestad | Porsche Carrera RSR     | MON | SPA | NÜR | IMO | LEM | ZEL | WAT | LEC | BRH | KYA |     |     |     |     |     |     |     |
| 1974   | Bob Hagestad | Porsche Carrera RSR     |     |     |     | DNF |     |     |     |     |     |     |     |     |     |     |     |     |     |
| 1975   | Bob Hagestad | Porsche Carrera RSR     | DAY | MUG | DIJ | MON | SPA | PER | NÜR | ZEL | WAT |     |     |     |     |     |     |     |     |
| 1975   | Bob Hagestad | Porsche Carrera RSR     |     |     |     |     |     | 5   |     |     |     |     |     |     |     |     |     |     |     |
| 1976   | Bob Hagestad | Porsche Carrera RSR     | MUG | VAL | NÜR | MON | SIL | IMO | NÜR | ZEL | PER | WAT | MOS | DIJ | DIJ | SAL |     |     |     |
| 1976   | Bob Hagestad | Porsche Carrera RSR     |     |     |     |     |     |     | 8   |     |     |     |     |     |     |     |     |     |     |
| 1977   | John Paul    | Porsche 911 Carrera RSR | DAY | MUG | DIJ | MON | SIL | NÜR | VAL | PER | WAT | EST | LEC | MOS | IMO | SAL | BRH | HOK | VAL |
| 1977   | John Paul    | Porsche 911 Carrera RSR | 34  |     |     |     |     |     |     |     | 3   |     |     |     |     |     |     |     |     |
| 1978   | Bob Hagestad | Porsche 935             | DAY | SEB | MUG | TAL | DIJ | SIL | NÜR | LEM | MIS | DAY | WAT | VAL | ROD |     |     |     |     |
| 1978   | Bob Hagestad | Porsche 935             | 34  | 2   |     |     | DNF |     |     |     |     |     |     |     |     |     |     |     |     |